# AFC U-19女子選手権2015
AFC U-19女子選手権2015（英: AFC U-19 Women's Championship 2015）は、2015年8月18日から8月29日にかけて、中国・南京で開催された第8回目のAFC U-19女子選手権である。日本が2大会ぶり4回目の優勝を果たした。この大会は2016 FIFA U-20女子ワールドカップのアジア予選を兼ねており、本大会の上位3チームに出場権が与えられた。

## 出場資格
各チームの登録人数は23人（うち、ゴールキーパーは3人まで）。年齢制限は、誕生日が1996年1月1日以降の選手。

## 本大会

### 出場国
| 出場国         | 出場条件         | 出場決定日     |
| -------------- | ---------------- | -------------- |
| 韓国           | 前回大会 優勝    | 2014年6月17日  |
| 北朝鮮         | 前回大会 2位     | 2014年6月17日  |
| 中華人民共和国 | 前回大会 3位     | 2014年6月17日  |
| 日本           | 前回大会 4位     | 2014年6月17日  |
| ウズベキスタン | 予選グループA1位 | 2014年11月9日  |
| オーストラリア | 予選グループC1位 | 2014年11月9日  |
| タイ           | 予選グループD1位 | 2014年11月9日  |
| イラン         | 予選グループB1位 | 2014年11月11日 |

### グループリーグ
2015年5月13日にグループリーグの組み合わせが行われた。また開催都市は南京で行われることもあわせて発表された。
日時は全て現地時間（UTC+8:00）。

#### グループ A
| 順 | チーム         | 試 | 勝 | 分 | 敗 | 得 | 失 | 差  | 点 |
| -- | -------------- | -- | -- | -- | -- | -- | -- | --- | -- |
| 1  | 日本           | 3  | 3  | 0  | 0  | 11 | 2  | +9  | 9  |
| 2  | 中華人民共和国 | 3  | 2  | 0  | 1  | 13 | 4  | +9  | 6  |
| 3  | オーストラリア | 3  | 1  | 0  | 2  | 3  | 4  | −1  | 3  |
| 4  | ウズベキスタン | 3  | 0  | 0  | 3  | 0  | 17 | −17 | 0  |

| 2015年8月18日 19:00 |

| 中華人民共和国                                                                                                | 9 - 0    | ウズベキスタン |
| 石天倫 14分 (PK) · 肖逾億 20分, 41分, 58分 · 閆津津 31分, 32分, 51分 · 張朱 66分 · （トジドイノワ） 79分 (OG) | レポート |                |

| 江寧体育中心（南京） 観客数: 500人 主審: マイ・ホアン・トラン |

| 2015年8月18日 16:00 |

| 日本                  | 2 - 0    | オーストラリア |
| 小林里歌子 10分, 28分 | レポート |                |

| 江蘇トレーニングベーススタジアム（南京） 観客数: 200人 主審: 李香玉 |

| 2015年8月20日 16:00 |

| ウズベキスタン | 0 - 6    | 日本                                                           |
|                | レポート | 園田瑞貴 5分, 77分 · 清家貴子 25分, 35分, 47分 · 長谷川唯 36分 |

| 江蘇トレーニングベーススタジアム（南京） 観客数: 100人 主審: マリア・レベロ |

| 2015年8月20日 19:00 |

| オーストラリア | 1 - 2    | 中華人民共和国            |
| ハリソン 67分  | レポート | 秦慢慢 38分 · 劉ヤン 55分 |

| 江寧体育中心（南京） 観客数: 450人 主審: リタ・ガニ |

| 2015年8月22日 16:00 |

| 中華人民共和国                 | 2 - 3    | 日本                                              |
| 石天倫 71分 (PK) · 潘佳慧 83分 | レポート | 小林里歌子 21分 · 西田明華 64分 · 北川ひかる 74分 |

| 江寧体育中心（南京） 観客数: 600人 主審: 李香玉 |

| 2015年8月22日 16:00 |

| オーストラリア                      | 2 - 0    | ウズベキスタン |
| カービィ 36分 · オブライエン 90+3分 | レポート |                |

| 江蘇トレーニングベーススタジアム（南京） 観客数: 100人 主審: マリア・レベロ |

#### グループ B
| 順 | チーム | 試 | 勝 | 分 | 敗 | 得 | 失 | 差  | 点 |
| -- | ------ | -- | -- | -- | -- | -- | -- | --- | -- |
| 1  | 北朝鮮 | 3  | 3  | 0  | 0  | 15 | 0  | +15 | 9  |
| 2  | 韓国   | 3  | 2  | 0  | 1  | 16 | 1  | +15 | 6  |
| 3  | タイ   | 3  | 1  | 0  | 2  | 7  | 9  | −2  | 3  |
| 4  | イラン | 3  | 0  | 0  | 3  | 1  | 29 | −28 | 0  |

| 2015年8月19日 16:00 |

| 韓国 | 13 - 0   | イラン |
| ファン・ヒョンソ 11分, 24分 · チェ・ジョンヒ 15分, 36分 · ナムグン・イエジ 37分, 59分 · ソン・ファヨン 52分, 78分 · ウィ・チェウン 60分, 72分, 81分 · パク・イェウン 65分 · ソン・チユン 90分 | レポート |        |

| 江蘇トレーニングベーススタジアム（南京） 観客数: 150人 主審: 山岸佐知子 |

| 2015年8月19日 19:00 |

| 北朝鮮                                                                      | 5 - 0    | タイ |
| ジョン・ソヨン 38分 · リ・キョンヒャン 47分 · リ・ウンシム 63分, 66分, 88分 | レポート |      |

| 江寧体育中心（南京） 観客数: 400人 主審: 秦亮 |

| 2015年8月21日 19:00 |

| イラン | 0 - 9    | 北朝鮮 |
|        | レポート | リ・ウンシム 27分, 63分 · ジョン・ソヨン 33分 · ウィ・ジョンシム 36分 · キム・フォンファ 39分 · リ・キョンヒャン 48分 · リ・ヒチョン 86分 · キム・ソヒャン 88分 · チェ・ウンファ 90+4分 |

| 江寧体育中心（南京） 観客数: 300人 主審: マイ・ホアン・トラン |

| 2015年8月21日 16:00 |

| タイ | 0 - 3    | 韓国                                                   |
|      | レポート | チャン・チェン 52分, 71分 · ナムグン・イエジ 75分 (PK) |

| 江蘇トレーニングベーススタジアム（南京） 観客数: 150人 主審: キャサリン・ジェスヴィッチ |

| 2015年8月23日 16:00 |

| 韓国 | 0 - 1    | 北朝鮮              |
|      | レポート | リ・ヒャンシム 62分 |

| 江寧体育中心（南京） 観客数: 100人 主審: リタ・ガニ |

| 2015年8月23日 16:00 |

| タイ                                                               | 7 - 1    | イラン            |
| サオワラック 3分, 11分, 53分, 68分 · ジェンジラー 81分, 84分, 89分 | レポート | ゾーラビニア 59分 |

| 江蘇トレーニングベーススタジアム（南京） 観客数: 75人 主審: 秦亮 |

### 決勝トーナメント
|  | 準決勝         | 準決勝  |         |                | 決勝 | 決勝 |
|  |                |         |         |                |      |      |
|  | 8月26日        |         |         |                |      |      |
|  | 日本           | 1       |         |                |      |      |
|  | 韓国           | 0       |         |                |      |      |
|  |                |         | 8月29日 |                |      |      |
|  | 日本 (PK)      | 0 (4)   |         |                |      |      |
|  |                | 北朝鮮  | 0 (2)   |                |      |      |
|  |                |         |         |                |      |      |
|  | 3位決定戦      |         |         |                |      |      |
|  | 8月26日        | 8月26日 | 8月29日 | 8月29日        |      |      |
|  | 北朝鮮         | 2       | 韓国    | 4              |      |      |
|  | 中華人民共和国 | 0       |         | 中華人民共和国 | 0    |      |

#### 準決勝
| 2015年8月26日 16:30 |

| 日本            | 1 - 0    | 韓国 |
| 小林里歌子 82分 | レポート |      |

| 江寧体育中心（南京） 観客数: 200人 主審: キャサリン・ジェスヴィッチ |

| 2015年8月26日 20:00 |

| 北朝鮮                                    | 2 - 0    | 中華人民共和国 |
| リ・ウンシム 29分 · リ・キョンヒャン 61分 | レポート |                |

| 江寧体育中心（南京） 観客数: 500人 主審: リタ・ガニ |

#### 3位決定戦
| 2015年8月29日 16:30 |

| 韓国                                                                 | 4 - 0    | 中華人民共和国 |
| （王英） 50分 (OG) · ソン・ファヨン 59分, 67分 · チャン・チェン 69分 | レポート |                |

| 江寧体育中心（南京） 観客数: 350人 主審: 山岸佐知子 |

#### 決勝
| 2015年8月29日 20:00 |

| 日本                                    | 0 - 0 (延長) | 北朝鮮                                                        |
|                                         | レポート     |                                                               |
|                                         | PK戦         |                                                               |
| 西田明華 小林里歌子 北川ひかる 三浦成美 | 4 - 2        | ジョン・ソヨン リ・ウンシム ジョ・リョンファ ウィ・ジョンシム |

| 江寧体育中心（南京） 観客数: 500人 主審: 秦亮 |

## 優勝国
| AFC U-19女子選手権2015優勝国 |
| ---------------------------- |
| · 日本 · 2大会ぶり4回目      |

## 表彰
| 大会最優秀選手 | 得点王                | フェアプレー賞 |
| -------------- | --------------------- | -------------- |
| 小林里歌子     | リ・ウンシム（6得点） | 日本           |

## 2016 FIFA U-20女子ワールドカップ出場国
- 日本
- 北朝鮮
- 韓国